# Хёгбомит
Хёгбомит (Mg, Fe^2+, Ti, Zn)2(Al, Fe^3+)4(O,OH)8 (синоним: гёгбомит, таосит (таозит), ильмено-корунд) — минерал класса окислов, надгруппы хегбомита, назван по имени шведского профессора Арвида Густафа Хёгбома.

## Свойства минерала

### Структура и морфология кристаллов
Обнаружено несколько политипных модификаций хёгбомита, среди них пять гексагональных и две — тригональные. Кроме того, отмечалась политипная модификация D неупорядоченной структурой. Размеры c0 кратны 0,46 нм. Помимо монокристальных выделений одного политипа наблюдаются срастания нескольких политипов. Для отдельных месторождений характерны определенные политипы или их срастания.
Структура хёгбомита слоистая, состоящая из последовательно чередующихся кислородных слоев с приблизительно гексагональной плотнейшей упаковкой и катионами четверной и шестерной координациях в промежутках. Различие между политипными разностями хёгбомита сводиться к неодинаковому числу слоев на период повторяемости.
Очевидна близость структур хёгбомита, нигерита и тааффеита, а также структурное сходство с корундом и шпинелью, a : c = 1 : 3,277.

### Физические свойства и физико-химические константы
Спайность совершенная, излом неровный до раковистого. Хрупок, твердость 6,5. Удельный вес 3,7—3,93. Цвет черный, коричневый, красновато-коричневатый. Черта серая. Блеск алмазный, стеклянный до перламутрового на плоскостях спайности. Прозрачен в тонких осколках. Слабо магнитен. 

### Микроскопическая характеристика
В шлифах в проходящем свете коричневый. Плеохроирует от желтого до светлого желтовато-коричневого по {\displaystyle N_{\beta }} и от темно-желтого до темно-коричневого по {\displaystyle N_{\alpha }} (напоминает биотит но плеохроизм несколько слабее). Одноосный, {\displaystyle n_{\alpha }} = 1,820—1,853; {\displaystyle n_{\beta }} = 1,800—1,823; {\displaystyle n_{\alpha }-n_{\beta }} = 0,02—0,05. Иногда аномально двуосный с 2V меньше либо равно 15°.
В полированных шлифах в отраженном свете серый. Отражательная способность около 8,7%. Двуотражение слабое, анизотропия отчетливая. Внутренние рефлексы светло-коричневые до коричневато-желтых, особенно заметны в иммерсии.

### Химический состав
Формула минерала окончательно не установлена. По составу близок к шпинели. Изоморфные замещения широко проявляются среди как двухвалентных, так и трехвалентных элементов. Предполагается возможность вхождения в минерал небольших количеств кремния. В кислотах не растворяется. В полированных шлифах травится HCl, H2SO4 и HF после длительного воздействия.

## Нахождение
Встречается в виде неправильных зерен, скоплений и отдельных мелких кристаллов. Довольно редок. Встречается как акцессорный минерал основных и щелочных пород , в метаморфических породах замещает шпинель. Впервые был отмечен в Роутеваре (Швеция) в магнетитовой руде вместе с ильменитом, плеонастом, корундом, гиббситом. Обнаружен в качестве второстепенного минерала среди метаморфических пород Урала (амфиболитов и хлоритовых сланцев); сопроваждется шпинелью и корундом. Встречен среди марганцевых руд в древней метаморфической толще Чивчинские гор (Украина) вместе с бементитом, манганокальцитом и эпидотом.
Найден вместе с фройденбергитом щелочных сиенитах Катценбуккеля (Германия). В грубозернистых корундовых породах в районе Летаба (ЮАР) хёгбомит ассоциируется с корундом, хлоритом и шпинелью.
Содержится в энстатито-тремолито-хлорито-доломитом скарне Маутиа-Хил (Танганьика) и в корундо-магнетито-ильменито-хлоритовой породе, слагающей ксенолит среди основной интрузии Кашел (Ирландия).
Известен в наждачных породах около Уиттлеса (штат Виргиния, США) со шпинелью и магнетитом, содержащим включения ильменита; в непосредственной ассоциации с корундом не встречен. Также отмечался в месторождениях наждака Самос и на Наксосе (Греция), в Смирне (Турция), в корундовых месторождениях и роговиках Кортленда, Уэстчестера (штат Нью-Йорк, США).

## Разновидности
Цинк-хёгбонит — отличается повышенным содержанием цинка (до 11,12% ZnO). По физическим свойставам аналогичен хёгбомиту. Обнаружен на Урале в зеленой хлоритовой породе с собственно хёгбонитом, ганитом, маложелезистым эпидотом, магнетитом и апатитом; образовался путем замещения шпинели.